# Поль, Райнфрид
Райнфрид Поль (нем. Reinfried Pohl; 26 апреля 1928, Цвикау (ныне — Цвиков), Либерецкий край — 12 июня 2014) — юрист, основатель и председатель компании Deutsche Vermögensberatung (DVAG). Автор некоторых книг о финансах и экономике.
Согласно одному списку доктор Поль является одним из богатейших людей Германии и находится на 67-м месте в этом списке. В журнале manager magazin его состояние оценивается в 1,8 миллиарда евро.